# Steven Zellner
Steven Zellner (* 14. März 1991 in Wadern) ist ein deutscher Fußballspieler.

## Karriere
Steven Zellner begann beim VfL Primstal, wo er bis 2006 spielte. Dann wechselte er in die Jugendabteilung des 1. FC Kaiserslautern.
Dort unterschrieb er am 29. September 2010 einen Profivertrag. Am 11. Februar 2012 kam er durch eine Einwechslung in der 82. Minute für Athanasios Petsos bei der 0:2-Auswärtsniederlage gegen den FC Bayern München zu seinem ersten Bundesligaeinsatz.
Da er nach mehreren Verletzungen keine Berücksichtigung mehr im Kader fand, wechselte er in der Winterpause 2014/15 zum SV Sandhausen. Dort kam er in der zweiten Saisonhälfte zu neun Einsätzen, ehe er im Mai 2016 einen Kreuzbandriss erlitt und längerfristig ausfiel. Im Oktober 2016 kam er erstmals wieder zu einem Kurzeinsatz in der ersten Mannschaft im Spiel gegen Arminia Bielefeld. Da er in Sandhausen keine weitere Berücksichtigung fand, wechselte Zellner im Januar 2017 in die Regionalliga Südwest zum 1. FC Saarbrücken. Mit dem FCS wurde er Regionalligameister der Saison 2017/18, man scheiterte jedoch in den Aufstiegsspielen zur 3. Liga.